# Jonas Valančiūnas
Jonas Valančiūnas (* 6. Mai 1992 in Utena) ist ein litauischer Basketballspieler. Der 2,11 Meter große Center steht seit Juli 2025 bei den Denver Nuggets in der nordamerikanischen Liga NBA unter Vertrag. Zuvor spielte er lange für die Toronto Raptors (die ihn im Jahr 2011 beim Draftverfahren auswählten) sowie anschließend von 2019 bis 2021 für die Memphis Grizzlies, dann für die New Orleans Pelicans, die Washington Wizards sowie die Sacramento Kings.

## Werdegang
Valančiūnas begann seine Karriere im Erwachsenen-Bereich bei KK Perlas Vilnius. Mit diesem Verein stieg er nach seiner ersten Saison 2009 in die höchste Liga Litauens, die Lietuvos krepšinio lyga, auf. Während der folgenden Spielzeit wechselte Valančiūnas zu Lietuvos rytas Vilnius. Gleich bei seinem ersten Euroleague-Einsatz gelang ihm ein Double-Double. In der Saison 2011/12 wurde er im Eurocup als bester Nachwuchsspieler ausgezeichnet.

### NBA
Im NBA-Draft 2011 wurde Valančiūnas an fünfter Stelle von den Toronto Raptors ausgewählt, spielte jedoch noch ein weiteres Jahr für Lietuvos rytas, bevor er im Sommer 2012 einen Vertrag bei den Raptors unterschrieb.
In seinem ersten Jahr bei den Toronto Raptors erzielte Valančiūnas 8,9 Punkte, 6 Rebounds und 1,3 Blocks pro Spiel. Dabei gehörte er in fast jedem Spiel der Anfangsaufstellung an. Am Ende der Saison wurde Valančiūnas in das NBA All-Rookie Second Team berufen. In seinem zweiten Jahr steigerte sich Valančiūnas auf 11,3 Punkte und 8,8 Rebounds und erreichte mit den Raptors die Playoffs, wo man in der ersten Runde ausschied. Am 31. Januar 2015 erzielte Valančiūnas mit 31 Punkten einen neuen persönlichen NBA-Höchstwert. Die Saison schloss er leicht verbessert mit 10 Punkten pro Spiel ab. Mit den Raptors erreichte er erneut die Playoffs, schied gegen die Washington Wizards jedoch abermals in der ersten Runde aus.

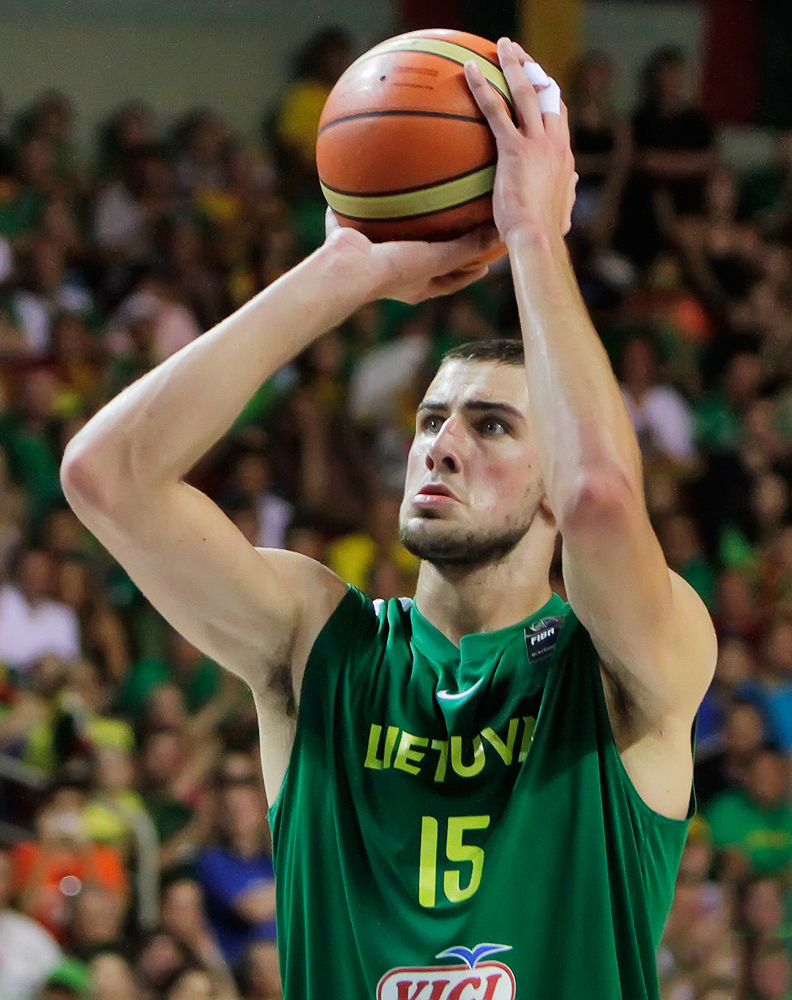
Valančiūnas im Trikot der litauischen Nationalmannschaft

Valančiūnas verblieb über sechs Jahre in Toronto, wo er 2018/19 seinen Stammplatz als Center verlor. Im Februar 2019 wurde er im Zuge eines Transfers, der Marc Gasol zu den Raptors brachte, mit C. J. Miles und Delon Wright an die Memphis Grizzlies abgegeben. Bei den Grizzlies übernahm Valančiūnas die zuvor von Gasol besetzte Rolle als Stammcenter. Er verlängert seinen Vertrag im Sommer 2019 mit den Grizzlies um drei weitere Jahre, die Vereinbarung sicherte ihm ein Gehalt von 45 Millionen US-Dollar zu. Am 13. August 2020 gelang Valančiūnas sein erstes Triple-Double in der NBA, als er gegen die Milwaukee Bucks 26 Punkte, 19 Rebounds und 12 Assists erzielte. Am Ende der Saison 2020/21 wies Valančiūnas mit 17,1 Punkte und 12,5 Rebounds pro Spiel sowie einer Feldwurftrefferquote von 59,2 % neue persönliche NBA-Höchstwerte auf. Mit den Grizzlies setzten sich Valančiūnas im Play-In gegen die San Antonio Spurs sowie die Golden State Warriors durch und zogen in die Playoffs ein.
Im Juli 2021 war der Litauer Gegenstand eines Tauschhandels, in dessen Rahmen er zu den New Orleans Pelicans stieß. Memphis gab ebenfalls zwei Auswahlrechte für das Draftverfahren 2021 ab, im Gegenzug schickte New Orleans Steven Adams, Eric Bledsoe nach Memphis und übertrugen der Mannschaft Draftauswahlrechte. Außerdem erhielten die Memphis Grizzlies von den Los Angeles Lakers ein geschütztes Draftauswahlrecht für einen der besten zehn Plätze. In der Hauptrunde des Spieljahres 2021/22 verbuchte der Litauer mit rund 30 Minuten die höchste mittlere Einsatzzeit seiner bisherigen NBA-Zeit, die er für Mittelwerte von 17,8 Punkten und 11,4 Rebounds nutzte.
Im Juli 2024 kam er im Rahmen eines Tauschgeschäfts zu den Washington Wizards. Für die Hauptstadtmannschaft kam er in der Saison 2024/25 auf 11,5 Punkte und 8,2 Rebounds je Begegnung. Anfang Februar 2025 wurde er an die Sacramento Kings abgegeben, im Gegenzug erhielt Washington den Franzosen Sidy Cissoko sowie Auswahlrechte für die NBA-Draftverfahren 2028 und 2029.
Im Juli 2025 gab ihn Sacramento an die Denver Nuggets ab.

## Nationalmannschaft
Sowohl mit der U16- als auch mit der U18-Nationalmannschaft wurde Valančiūnas Europameister, beide Male (2008 und 2010) wurde er zudem als wertvollster Spieler des Turniers ausgezeichnet. 2011 gewann er mit Litauen die U19-Weltmeisterschaft, erneut wurde er zum wertvollsten Spieler gewählt.
Im August 2011 gab Valančiūnas in einem Vorbereitungsspiel zur Europameisterschaft gegen Tschechien sein Debüt in der A-Nationalmannschaft und erzielte gleich 26 Punkte. Valanciunas nahm mit Litauen an der  Europameisterschaft 2011 im eigenen Land teil. Litauen ging als Mitfavorit ins Turnier, schied jedoch überraschend gegen Mazedonien im Viertelfinale aus. Valanciunas erzielte in zehn EM-Spielen im Schnitt 8,4 Punkte, 4,1 Rebounds und 1,1 Blocks.
Bei der Europameisterschaft 2013 erreichte er mit Litauen das Endspiel. In diesem unterlag man jedoch Frankreich mit 66:80. In elf Spielen erzielte Valančiūnas dabei im Mittel 6,5 Punkte, 5,2 Rebounds und 1,4 Blocks.
2014 nahm er mit Litauen an Bei der Weltmeisterschaft 2014 teil und erreichte den vierten Platz. Bei der Europameisterschaft 2015 erreichte er mit Litauen wie 2013 erneut das Endspiel, diesmal unterlag man Spanien. Valančiūnas wurde als Auszeichnung für seine starken Leistungen (16 Punkten und 8,4 Rebounds je Begegnung) in das All-Tournament Team der EM gewählt. Bei der Weltmeisterschaft 2023 war er mit 14,8 Punkten sowie 8,8 Rebounds je Turnierspiel innerhalb der litauischen Mannschaft führend. Er schloss die WM mit Litauen auf dem sechsten Platz ab, Valančiūnas wurde ins All-Tournament Second Team gewählt.

## Familie
Valančiūnas ist seit dem 21. Juni 2014 (Hochzeit in der Kirche Šiluva bei Raseiniai) verheiratet und hat seit 2015 einen Sohn namens Jonas. Seine vier Jahre ältere Ehefrau Eglė Ačaitė-Valančiūnienė (* 1988) ist die Tochter der beiden litauischen Politiker Vida Ačienė (* 1963) und Remigijus Ačas (* 1962).

## Karriere-Statistiken

### NBA

#### Hauptrunde
| Saison  | Team              | GP  | GS  | MPG  | FG % | 3P % | FT % | RPG  | APG | SPG | BPG | PPG  |
| ------- | ----------------- | --- | --- | ---- | ---- | ---- | ---- | ---- | --- | --- | --- | ---- |
| 2012–13 | Toronto           | 62  | 57  | 23.9 | .557 | —    | .789 | 6.0  | 0.7 | 0.3 | 1.3 | 8.9  |
| 2013–14 | Toronto           | 81  | 81  | 28.2 | .531 | .000 | .762 | 8.8  | 0.7 | 0.3 | 0.9 | 11.3 |
| 2014–15 | Toronto           | 80  | 80  | 26.2 | .572 | .000 | .786 | 8.7  | 0.5 | 0.4 | 1.2 | 12.0 |
| 2015–16 | Toronto           | 60  | 59  | 26.0 | .565 | —    | .761 | 9.1  | 0.7 | 0.4 | 1.3 | 12.8 |
| 2016–17 | Toronto           | 80  | 80  | 25.8 | .557 | .500 | .811 | 9.5  | 0.7 | 0.5 | 0.8 | 12.0 |
| 2017–18 | Toronto           | 77  | 77  | 22.4 | .568 | .405 | .806 | 8.6  | 1.1 | 0.4 | 0.9 | 12.7 |
| 2018–19 | Toronto / Memphis | 49  | 27  | 22.3 | .559 | .292 | .795 | 8.6  | 1.4 | 0.4 | 1.1 | 15.6 |
| 2019–20 | Memphis           | 70  | 70  | 26.4 | .585 | .352 | .740 | 11.3 | 1.9 | 0.4 | 1.1 | 14.9 |
| 2020–21 | Memphis           | 62  | 61  | 28.3 | .592 | .368 | .773 | 12.5 | 1.8 | 0.6 | 0.9 | 17.1 |
| 2021–22 | New Orleans       | 74  | 74  | 30.3 | .544 | .361 | .820 | 11.4 | 2.6 | 0.6 | 0.8 | 17.8 |
| 2022–23 | New Orleans       | 79  | 79  | 24.9 | .547 | .349 | .826 | 10.2 | 1.8 | 0.3 | 0.7 | 14.1 |
| 2023–24 | New Orleans       | 82  | 82  | 23.5 | .559 | .308 | .785 | 8.8  | 2.1 | 0.4 | 0.8 | 12.2 |
| Gesamt  | Gesamt            | 856 | 827 | 25.7 | .561 | .348 | .789 | 9.5  | 1.3 | 0.4 | 1.0 | 13.4 |

#### Play-offs
| Saison  | Team        | GP | GS | MPG  | FG % | 3P % | FT % | RPG  | APG | SPG | BPG | PPG  |
| ------- | ----------- | -- | -- | ---- | ---- | ---- | ---- | ---- | --- | --- | --- | ---- |
| 2013–14 | Toronto     | 7  | 7  | 28.6 | .633 | —    | .636 | 9.7  | 0.3 | 0.0 | 1.0 | 10.9 |
| 2014–15 | Toronto     | 4  | 4  | 26.5 | .500 | —    | .875 | 9.3  | 0.5 | 0.5 | 0.3 | 11.3 |
| 2015–16 | Toronto     | 12 | 10 | 26.8 | .567 | —    | .744 | 10.8 | 0.9 | 0.8 | 1.2 | 13.8 |
| 2016–17 | Toronto     | 10 | 6  | 22.6 | .543 | .000 | .727 | 6.7  | 0.2 | 0.2 | 0.6 | 11.2 |
| 2017–18 | Toronto     | 10 | 9  | 24.4 | .542 | .400 | .824 | 10.5 | 1.2 | 0.4 | 1.5 | 14.6 |
| 2020–21 | Memphis     | 5  | 5  | 33.2 | .569 | .250 | .875 | 9.8  | 2.6 | 0.6 | 0.6 | 15.0 |
| 2021–22 | New Orleans | 6  | 6  | 29.2 | .485 | .167 | .769 | 14.3 | 3.0 | 0.7 | 0.2 | 14.5 |
| 2023–24 | New Orleans | 4  | 4  | 22.5 | .524 | .000 | .824 | 11.0 | 1.3 | 0.5 | 0.0 | 14.5 |
| Gesamt  | Gesamt      | 58 | 51 | 26.3 | .547 | .238 | .765 | 10.1 | 1.1 | 0.5 | 0.8 | 13.2 |